# تپه گلا ذاکرمقلی
تپه گلا ذاکرمقلی مربوط به ۲ و ۱ قبل از میلاد است و در شهرستان بیجار، بخش مرکزی، روستای مقلی واقع شده و این اثر در تاریخ ۲۴ فروردین ۱۳۸۲ با شمارهٔ ثبت ۸۰۴۸ به‌عنوان یکی از آثار ملی ایران به ثبت رسیده است.